# Dorothy Lightbourne
Dorothy Lightbourne là Bộ trưởng Bộ Tư pháp và Tổng chưởng lý Jamaica từ tháng 9 năm 2007 đến tháng 7 năm 2011 khi bà bị Thủ tướng Bruce Golding cách chức và thay thế bởi Delroy Chuck làm Bộ trưởng Tư pháp và Ransford Braham làm Tổng chưởng lý. Bà cũng từng là Nhà lãnh đạo Kinh doanh Chính phủ hoặc Lãnh đạo đa số của Thượng viện từ tháng 9 năm 2007 đến tháng 7 năm 2011 
Cô sinh ra ở Thung lũng Aeolus, St Thomas và lớn lên như một Anh giáo. Cô theo học trường Addey và Stanhope và Đại học Hull. Cô là thành viên của Đảng Lao động Jamaica. Bà là thượng nghị sĩ năm 1984, 191989 và là phó chủ tịch thượng viện
Thượng nghị sĩ Lightbourne đã vấp phải nhiều chỉ trích khi xử lý vụ bê bối dẫn độ Manatt, Phelps & Phillips / Christopher 'Dudus' Coke. Cô cũng đã phải chịu nhiều chỉ trích công khai vì bị cáo buộc nói dối trong Ủy ban điều tra vì liên quan đến vụ bê bối Mannat / Dudus và mối quan hệ sắt đá của cô với Thượng nghị sĩ KD Knight
Sau khi cô bị sa thải; cô đã rút khỏi cuộc sống công cộng và, về mặt chính trị, vai trò của Bộ trưởng Bộ Tư pháp và Tổng chưởng lý - thường được giữ bởi cùng một người - đã bị chia tách.